# Peter Brown (biskup)
Peter Hugh Brown CSSR (ur. 8 listopada 1947 w Greymouth) – nowozelandzki duchowny katolicki, biskup Samoa-Pago Pago na Samoa Amerykańskim w latach 2013–2023.

## Życiorys
16 lutego 1969 wstąpił do zakonu redemptorystów. 26 października 1975 złożył śluby zakonne. Święcenia kapłańskie otrzymał 19 grudnia 1981. Po święceniach przez kilka lat pracował jako misjonarz w Samoa Amerykańskim. W latach 1987–1998 był duszpasterzem mniejszości samoańskiej w Nowej Zelandii. Po rocznym urlopie w Ziemi Świętej został proboszczem jednej z zakonnych parafii, a w 2005 objął kierownictwo w nowozelandzkiej prowincji redemptorystów.
31 maja 2013 papież Franciszek mianował go ordynariuszem diecezji Samoa-Pago Pago w metropolii Samoa-Apia. Sakry udzielił mu 22 sierpnia 2013 arcybiskup Martin Krebs.
29 kwietnia 2023 papież Franciszek przyjął jego rezygnację z pełnionej funkcji. Od 26 lipca 2023 do 24 sierpnia 2024 był administratorem apostolskim archidiecezji Samoa-Apia.